# Джон Адамс
 Тази статия е за американския президент.  За американския композитор вижте Джон Адамс (композитор).  
Джон Адамс (30 октомври 1735 – 4 юли 1826) е американски политик. Той служи като първи вицепрезидент на САЩ (1789 – 1797), а след това като втори президент на САЩ (1797 – 1801). Неговият син Джон Куинси Адамс е шести президент на САЩ (1825 – 1829).

## Биография
Адамс е роден на 30 октомври (по стар стил 18 октомври) през 1735 година в Брейнтрий, Масачузетс. Баща му – фермер, носи също името Джон, и е четвърто поколение потомък на Хенри Адамс, който емигрира от Девън, Англия в Масачузетс през 1636 година. Майка му е Сюзън Бойлстън Адамс.
Младият Адамс завършва Харвард Колидж в 1755 и за известен период от време учи право в Устър при Джеймс Пънтам. През 1758 година е признат за адвокат. От ранна възраст развива навика да описва събития и хора. Една от първите такива записки е за пледоарията на Джеймс Отис от 1761 година пред върховния съд на Масачузетс. Именно думите на Отис изпълват Адамс с желание да защитава каузата на американските колонии.
През 1764 година Адамс се жени за Абигейл Смит (1744 – 1818), дъщеря на конгрегационен свещеник от Уеймоут, Масачузетс. Техният син Джон Куинси Адамс се ражда през 1767 година.
Адамс няма никое от качествата на популярен политик, които са присъщи на втория му братовчед Самюел Адамс. Вместо това, неговият авторитет се изгражда чрез работата му като конституционалист. Необуздан, напрегнат и често пъти яростен, Адамс има конфликтен характер, който често пъти се оказва недостатък в политическата му кариера. Тези отрицателни черти стават особено видни по време на мандата му като президент.

## Политика
Адамс за първи път демонстрира лидерски качества като водач на вигите от Масачузетс при обсъждането на Гербовия налог от 1765 г. (на английски: Duties in American Colonies Act 1765), облагащ с данък всички документи и печатни произведения в американските колонии. Същата година пише инструкции за поведение и действие, които се изпращат от името на град Брейнтрий до неговите представители в събранието на Масачузетс и които стават за другите градове модел, по който те създават свои правила за поведение на техните представители. През август изпраща в „Бостън Газет“ анонимно четири статии (издадени през 1768 г. в Лондон като „Дисертация относно каноническото и феодално право“ на английски: A Dissertation on the Canon and Feudal Law), в които твърди, че противопоставянето на Гербовия закон от страна на колониите е в същност израз на пуританските идеи на първите заселници и че този закон лишава колонистите от две основни права, които заслужава всеки свободен човек: да бъдат данъчно облагани само с тяхно съгласие и да бъдат съдени от равни на тях съдебни заседатели. През декември 1765 година произнася реч пред губернатора и съвета, в която твърди, че Гербовият закон няма правна сила, тъй като е приет, без да има представители на Масачузетс в английския парламент.
През 1768 година Адамс се мести в Бостън. При инцидента от 1770 г., известен като Бостънско клане, след спречкване и кръвопролитие между британци и колонисти няколко британски войници са арестувани и обвинени в убийство на четирима колонисти и Адамс участва като адвокат в защитата им, водена от Джозая Куинси младши. Процесът завършва с оправдателни присъди за офицера на отделението и за повечето от войниците, но двама от тях са осъдени като виновни за убийство по непредпазливост. Те се позовават на това, че са с духовен сан и биват освободени, но след като са жигосани на ръката. Това, че Адамс взема непопулярната страна в този случай, води до загубата му при изборите за камарата на представителите в Масачузетс при резултат 418 на 118 гласа.
Адамс е представител на Масачузетс на Континенталния конгрес през 1774 г. и от 1775 до 1778 година. През юни 1775 година, воден от желанието за съюз между колониите, той предлага Джордж Вашингтон за поста на главнокомандуващ на континенталната армия, събрала се тогава около Бостън. Неговото влияние в Конгреса е значително и още от самото му начало той настоява за отделянето на колониите от Великобритания. На 5 октомври 1775 година Конгресът създава първата от поредица комисии по морските въпроси и Адамс дейно участва в създаването и укрепването на американския флот и често е посочван като баща на Флота на САЩ.
През пролетта на 1776 по молба на провинциалния конгрес на Северна Каролина, който иска да състави ново правителство и конституция пише есето „Мисли за правителството“ (на английски: Thoughts on Government, Applicable to the Present State of the American Colonies). Много от идеите му са възприети от съставителите на първата конституция на Северна Каролина, приета през декември 1776 г. В този памфлет Адамс нахвърля и идеята за трите власти: изпълнителна, съдебна и законодателна, заедно със система за контрол и баланс между тях (вж. Конституция на САЩ). Освен това, в отговор на памфлета на Томас Пейн „Здравият разум“ от януари 1776 г. Адамс отхвърля идеята за еднокамерен парламент и предлага идеята за двустепенен законодателен орган. 
На 7 юни същата година той заедно с Томас Джеферсън, Бенджамин Франклин, Робърт Ливингстън и Роджър Шуман е избран в комисията, която да създаде Декларацията за независимост. Въпреки че документът е бил създаден от Джеферсън, Адамс играе водеща роля в дебатите за приемането на Декларацията.

## Посланичество в Европа
През 1778 година Адамс отплава за Франция, за да замести Силас Дийн на мястото му в Американската мисия. Но веднага след като мисията там постига целта си да сключи договор за съюзничество, Адамс се завръща у дома тъкмо на време, за да бъде избран за делегат в конвента, който приема първата конституция на Масачузетс през 1780 г. Заедно с Джеймс Бодуин и Самуел Адамс той слага подписа си на първия екземпляр на документа.
Преди да свърши тази задача, той е избран за пълномощен министър, който да преговаря за сключването на мирен и търговски договори с Великобритания и отново е изпратен в Европа през септември 1779 година. Френското правителство обаче не одобрява назначението на Адамс (по настояване на Шарл Гравие) и се налага Бенджамин Франклин, Томас Джеферсън, Джон Джей и Хенри Лоурънс да му оказват дипломатическа помощ. Тъй като Джеферсън не напуска САЩ, а Джей има минимално участие, то Адамс, Франклин и Лоурънс играят основната роля при провеждане на преговорите. Адамс и Лоурънс отхвърлят мнението на Франклин и не се съобразяват с инструкциите, които имат: ”да се предоставя с чисто сърце всякаква конфиденциална информация по отношение на всички въпроси на представителите на нашия благороден съюзник – краля на Франция, както и да не приемат нищо при преговорите за мира и търговия без знанието и одобрението на представителите на Франция и да предприемат своите действие след съгласуване и съобразяване с тяхното мнение” и водят директни преговори с британските представител, без да спазват горните указания.
По време на преговорите Адамс е особено настойчив в искането си да бъде признато правото на САЩ за извършване на риболов по протежението на американско–британския бряг. В крайна сметка се постига благоприятен за САЩ договор, който се подписва на 30 ноември 1782 година. Преди да започнат преговорите, Адамс прекарва известно време в Холандия. През юли 1780 година са му вменени задълженията на Лоурънс и той успява да убеди холандското правителство да признае САЩ за независима държава на 19 април 1782 година. По време на това пътуване преговаря за отпускането на заем и на тази основа се подписва договор за търговия и сътрудничество, първият такъв договор с чуждо правителство, след този с Франция от 1778 г.
През 1785 година Адамс е назначен за първия представител на САЩ в съда Сейнт Джеймс. Когато той е представен на бившия суверен Джордж III, кралят дава да се разбере, че му е известно, недоверието на Адамс към френското правителство. Адамс признава това, но добавя „Трябва да уверя Ваше Величество, че аз не изпитвам доверие към никой друг освен към моята страна“. Докато е в Лондон, Адамс публикува „Дисертация относно каноническото и феодално право“ 1787, в която отхвърля възгледите на Турго и други европейски автори за това, че порочността е иманентно присъщо качество на държавните правителства. В това произведение, той прави противоречивото твърдение, че „богатите, знатните и способните“ трябва да бъдат отделени в едно управляващо тяло, наречено Сенат.
Горното твърдение е една от причините в президентските избори през 1789 година Адамс да получи само 34 от 69 гласа. Тъй като това е втори резултат, то той е обявен за вицепрезидент. Неговото вицепрезидентство е съпътствано от подозренията на много негови колеги и става известно с формирането на две добре изразени политически групи на федералисти (водени от Адамс и Александър Хамилтън) и демократи–републиканци.

## Президентство
В 1796 година, след като Вашингтон се отказва от възможността за трети мандат, Адамс е избран за президент след като побеждава Томас Джеферсън. Желанието на федералистите е да се дадат еднакво количество гласове за Адамс и Томас Пинкни, за да се избегне възможността Джеферсън да стане вицепрезидент, то той все пак получава втори по размер резултат. Това е първата ситуация при която президентът и вицепрезидентът са от различни партии. Единственият друг път, когато това ще се случи е, при номинирането от Ейбрахъм Линкълн – републиканец на Андрю Джонсън – демократ за вицепрезидент – 1864.
Четирите години на Адамс на президентския пост (1797 – 1801) са маркирани от събития като прокарването на Закона за чужденците и бунтовете, което прави федералистката партия непопулярна и води до вътрешни противоречия в нея. Адамс и Хамилтън се отчуждават и членовете на кабинета започват да считат Хамилтън за свои политически ръководител. По това време САЩ са въвлечени в европейски проблеми и Адамс вместо да се възползва от войнствения дух след тези проблеми постига мирен договор с Франция, което е против желанията на Хамилтън и неговите поддръжници.
През 1800 година Адамс се кандидатира за втори мандат, но недоверието към него в собствената му партия, непопулярността на Закона за чужденците и бунтовете и популярността на неговия опонент – Томас Джеферсън, водят до загубата му. Той се оттегля от обществена дейност.

## Смърт
На 4 юли 1826 година, на петдесетата годишнина от приемането на Декларацията за независимостта, Адамс умира в Куинси като преди това промълвя известните си думи „Поне Томас Джеферсън ще продължи да живее“, без да знае, че няколко часа по-рано Джеферсън е починал. Погребан е в Куинси. Преди неговият рекорд да бъде „счупен“ от Роналд Рейгън той е президентът живял най-дълго – 90 години и 247 дни. Въпреки това, Адамс е бил известен хипохондрик, които постоянно е твърдял, че боледува от различни по видове болести.

## Външни източници
- ((en)) „Thoughts on Government“ Adams, April 1776
- ((en)) The Papers of John Adams Архив на оригинала от 2005-01-31 в Wayback Machine. from the Avalon Project (includes Inaugural Address, State of the Union Addresses, and other materials)
- ((en)) Adams Family Papers: An electronic archive Архив на оригинала от 2009-08-31 в Wayback Machine. Captured December 16, 2004.
- ((en)) United First Parish Church
- ((en)) Произведения на John Adams в  проекта Гутенберг
- ((en)) Биография на Джон Адамс на сайта на Белия дом Архив на оригинала от 2017-12-19 в Wayback Machine.
- ((en)) State of the Union: 1797 Архив на оригинала от 2005-12-15 в Wayback Machine., 1798 Архив на оригинала от 2005-10-24 в Wayback Machine., 1799 Архив на оригинала от 2005-10-24 в Wayback Machine., 1800 Архив на оригинала от 2005-10-24 в Wayback Machine.